# 莫尔塔涅欧佩什
莫尔塔涅欧佩什（法語：Mortagne-au-Perche，法語發音：[mɔʁtaɲ o pɛʁʃ] ⓘ），法国西北部城市，诺曼底大区奥恩省的一个市镇，同时也是该省的一个副省会，下辖莫尔塔涅欧佩什区，其市镇面积为8.6平方公里，2022年1月1日时人口数量为3,857人，在法国城市中排名第2,908位。
莫尔塔涅欧佩什位于奥恩省东南部，佩尔什地区西北部腹地，是一个区域性的中心城市，多条公路在此交汇。

## 地名来源
“莫尔塔涅”一名的来源尚存在争议。根据法国史学家埃内斯特·内格尔的论述，“莫尔塔涅”一名最初于1086年以“Mauritaniae”的形式被记载，该名称来源于拉丁语单词“Mauretanus”，意为“摩尔人的城镇”。而根据当地民间传说，“莫尔塔涅”来源于拉丁语“mors aqua”，意为“安静的水域”，对应现代法语的“Morte-Eau”，与法国东部城市莫尔托的名称来源相同。
“莫尔塔涅”于1801年更名为“于讷河畔莫尔塔涅”（Mortagne-sur-Huisne），但在1924年的一次水文考察中，法国水文学家证明于讷河的正源位于拉佩里耶尔境内，因此流经莫尔塔涅的于讷河被视作支流并改名为“希普河”（La Chippe），而“于讷河畔莫尔塔涅”也由此更名为“莫尔塔涅欧佩什”（意为“在佩什的莫尔塔涅”）。

## 历史

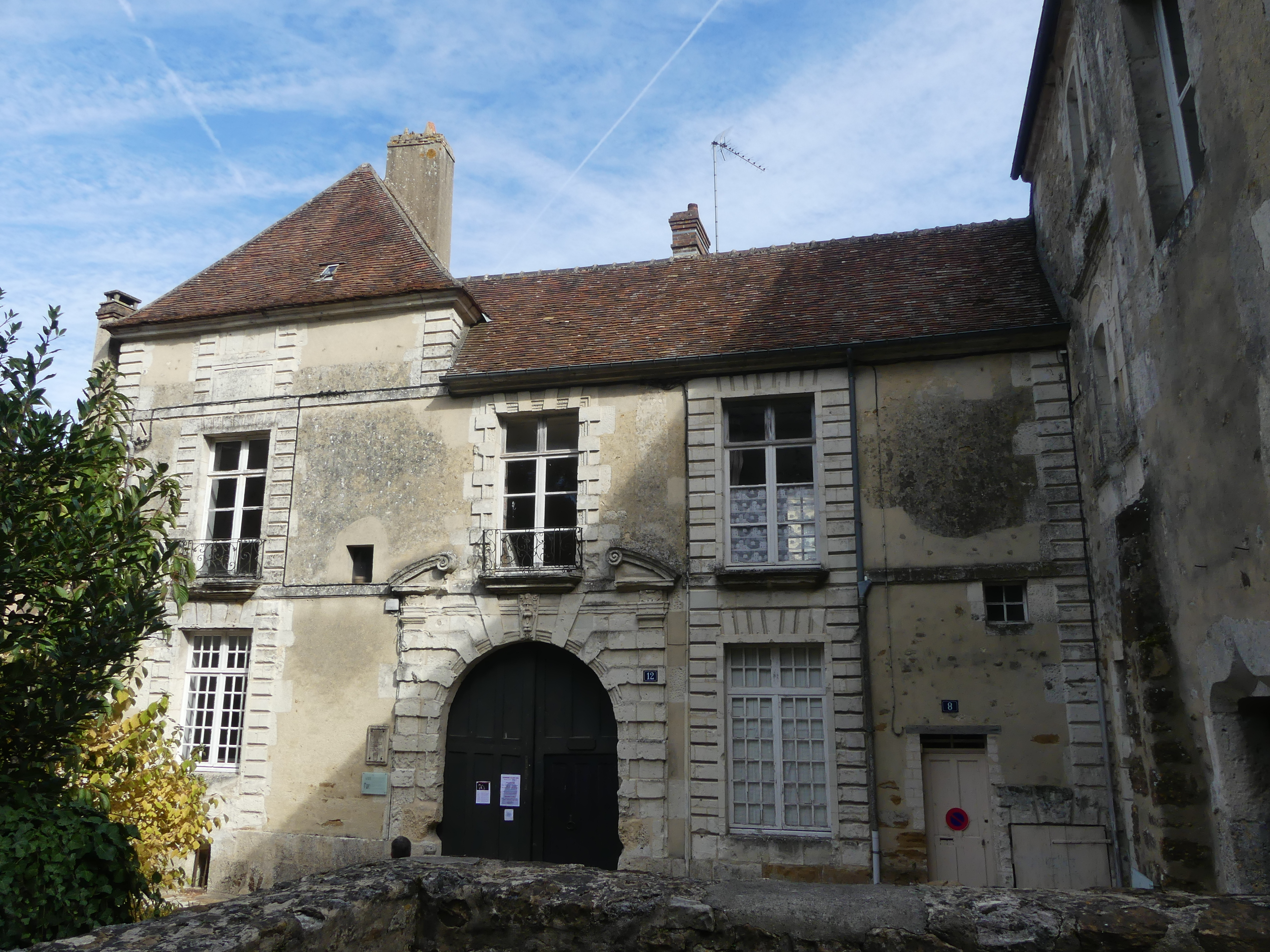
佩尔什伯爵宫

莫尔塔涅欧佩什的早期历史尚有待考证。法国史学家奥古斯特·隆尼翁认为莫尔塔涅欧佩什建成于西罗马帝国时期，但古罗马官方文献《百官志》中并无对该区域的记载。中世纪中期，佩尔什被诺曼人控制，莫尔塔涅领主与诺让领主联姻，其后代建立了佩尔什伯爵。第一次十字军东征结束后，罗特鲁三世与诺曼底伯爵威廉一世发生冲突，莫尔塔涅在1111年的一场争斗中遭遇严重破坏。13世纪初，诺曼底被并入法兰西王国，佩尔什地区建立了佩尔什行省，莫尔塔涅一度成为该行省的首府。英法百年战争期间，阿朗松伯爵约翰一世为抵御外敌而主持修建了莫尔塔涅城墙。宗教战争期间，加斯帕尔·德科利尼带领的新教徒军队占领莫尔塔涅并烧毁了当地多处建筑物。17世纪时，在莫尔塔涅殖民商人罗贝尔·吉法尔的号召下，当地约300名居民选择移民前往新法兰西。法国大革命结束后，莫尔塔涅欧佩什成为奥恩省的一个市镇以及该省的一个地区行署，自1800年起成为该省的一个副省会。工业革命期间，曾有多条铁路连接莫尔塔涅欧佩什，后因私人汽车的兴起而被废弃，其中原阿朗松－于讷河畔孔代铁路自2010年起改建成为一条绿道。

## 地理

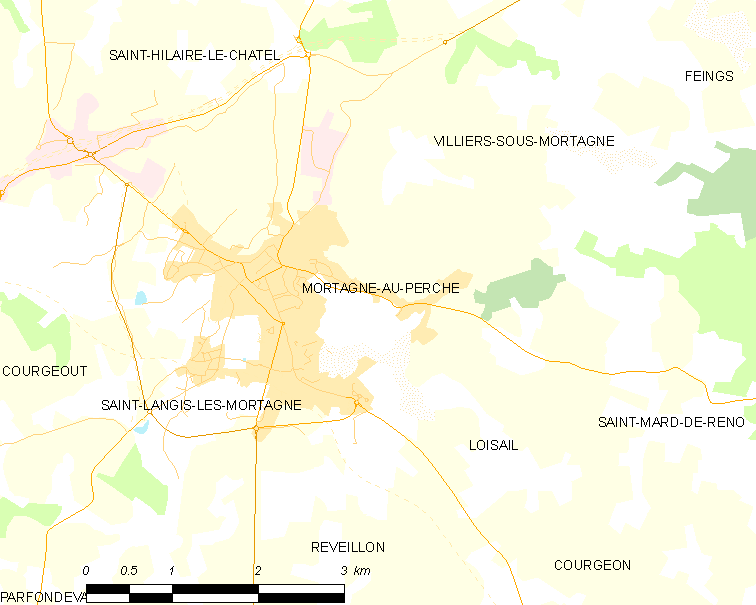
莫尔塔涅欧佩什市镇范围地图

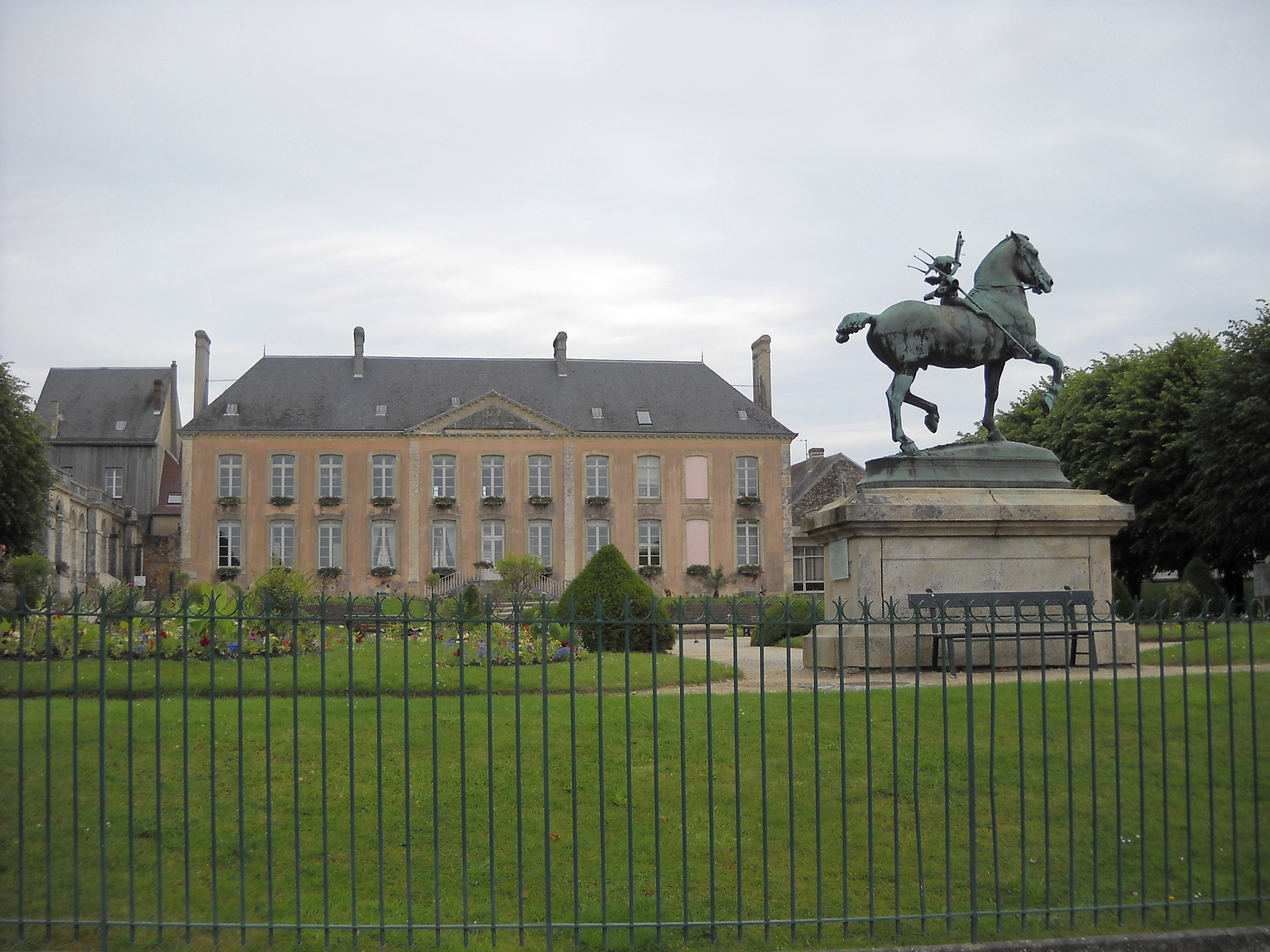
莫尔塔涅欧佩什市政厅前方的草地广场

莫尔塔涅欧佩什位于法国西北部，诺曼底大区南部偏西和奥恩省东南部，距离省会阿朗松大约38公里。与莫尔塔涅欧佩什接壤的市镇包括：卢瓦萨伊、雷韦永、圣伊莱尔勒沙泰勒、圣朗吉莱莫尔塔涅、维利耶苏莫尔塔涅。

### 地形
莫尔塔涅欧佩什位于诺曼底丘陵腹地，境内以浅丘为主，市镇中心地势较为平坦，全境海拔在171到264米之间。

### 水文
莫尔塔涅欧佩什位于于讷河流域内，流经其市区东部的希普河（La Chippe）曾在1924年以前被认作是于讷河的干流。属于卢瓦尔河水系。

### 植被
莫尔塔涅欧佩什属于温带阔叶混交林区，林地零散分布于市区内的多个街区。
在鲜花城市的评比中，莫尔塔涅欧佩什被评为1星级鲜花城市。

### 气候
莫尔塔涅欧佩什在柯本气候分类法中属于温带海洋性气候。
莫尔塔涅欧佩什境内设有气象站，以下为该气象站的数据（其中日照数据取自阿朗松）：
| 莫尔塔涅欧佩什1981年－2019年 | 莫尔塔涅欧佩什1981年－2019年 | 莫尔塔涅欧佩什1981年－2019年 | 莫尔塔涅欧佩什1981年－2019年 | 莫尔塔涅欧佩什1981年－2019年 | 莫尔塔涅欧佩什1981年－2019年 | 莫尔塔涅欧佩什1981年－2019年 | 莫尔塔涅欧佩什1981年－2019年 | 莫尔塔涅欧佩什1981年－2019年 | 莫尔塔涅欧佩什1981年－2019年 | 莫尔塔涅欧佩什1981年－2019年 | 莫尔塔涅欧佩什1981年－2019年 | 莫尔塔涅欧佩什1981年－2019年 | 莫尔塔涅欧佩什1981年－2019年 |
| 月份                         | 1月                          | 2月                          | 3月                          | 4月                          | 5月                          | 6月                          | 7月                          | 8月                          | 9月                          | 10月                         | 11月                         | 12月                         | 全年                         |
| ---------------------------- | ---------------------------- | ---------------------------- | ---------------------------- | ---------------------------- | ---------------------------- | ---------------------------- | ---------------------------- | ---------------------------- | ---------------------------- | ---------------------------- | ---------------------------- | ---------------------------- | ---------------------------- |
| 历史最高温 °C（°F）          | 16.5 (61.7)                  | 19 (66)                      | 23.5 (74.3)                  | 27.5 (81.5)                  | 31 (88)                      | 33.5 (92.3)                  | 36 (97)                      | 38.5 (101.3)                 | 33 (91)                      | 25.5 (77.9)                  | 18 (64)                      | 16.5 (61.7)                  | 38.5 (101.3)                 |
| 平均高温 °C（°F）            | 7 (45)                       | 8.6 (47.5)                   | 11.8 (53.2)                  | 15 (59)                      | 18.8 (65.8)                  | 22.4 (72.3)                  | 24.4 (75.9)                  | 24.3 (75.7)                  | 20.6 (69.1)                  | 16.1 (61.0)                  | 10.5 (50.9)                  | 7.1 (44.8)                   | 15.6 (60.1)                  |
| 日均气温 °C（°F）            | 4.6 (40.3)                   | 5.6 (42.1)                   | 8 (46)                       | 10.4 (50.7)                  | 14.1 (57.4)                  | 17.1 (62.8)                  | 19.1 (66.4)                  | 19.1 (66.4)                  | 15.7 (60.3)                  | 12.3 (54.1)                  | 7.7 (45.9)                   | 4.7 (40.5)                   | 11.5 (52.7)                  |
| 平均低温 °C（°F）            | 2.1 (35.8)                   | 2.6 (36.7)                   | 4.1 (39.4)                   | 5.8 (42.4)                   | 9.4 (48.9)                   | 11.9 (53.4)                  | 13.8 (56.8)                  | 13.9 (57.0)                  | 10.8 (51.4)                  | 8.6 (47.5)                   | 4.9 (40.8)                   | 2.3 (36.1)                   | 7.5 (45.5)                   |
| 历史最低温 °C（°F）          | −12.5 (9.5)                  | −7.5 (18.5)                  | −10.5 (13.1)                 | −2.5 (27.5)                  | −0.5 (31.1)                  | 3 (37)                       | 6.5 (43.7)                   | 2 (36)                       | 2.5 (36.5)                   | −3.5 (25.7)                  | −7 (19)                      | −10 (14)                     | −12.5 (9.5)                  |
| 平均降水量 mm（）            | 77.4 (3.05)                  | 62.4 (2.46)                  | 60.4 (2.38)                  | 53.2 (2.09)                  | 65.3 (2.57)                  | 50.1 (1.97)                  | 60.6 (2.39)                  | 49.8 (1.96)                  | 60.3 (2.37)                  | 78.5 (3.09)                  | 80.5 (3.17)                  | 90 (3.5)                     | 788.5 (31.04)                |
| 月均日照時數                 | 62                           | 85                           | 131.4                        | 163.4                        | 190.3                        | 217.7                        | 215                          | 212.4                        | 168.2                        | 113.6                        | 70.5                         | 60.4                         | 1,689.9                      |
| 来源：infoclimat.fr          |                              |                              |                              |                              |                              |                              |                              |                              |                              |                              |                              |                              |                              |

## 行政区划
莫尔塔涅欧佩什是法国诺曼底大区奥恩省的一个市镇，编号为61293，它也是奥恩省的一个副省会。莫尔塔涅欧佩什下辖莫尔塔涅欧佩什区，隶属于奥恩省第二选区，管理莫尔塔涅欧佩什县，同时也是莫尔塔涅欧佩什地区市镇公共社区的办公驻地。
法国国家统计与经济研究所（简称）在进行数据统计时，未将莫尔塔涅欧佩什划入任何城市核心区（Unité urbaine）及城市区（Aire urbaine）内。自2020年起，莫尔塔涅欧佩什城市区被包含25个市镇的莫尔塔涅欧佩什城市辐射区代替。此外，还将莫尔塔涅欧佩什市镇整体看作一个“块区”（IRIS），以便于统计人口分布情况。

## 交通

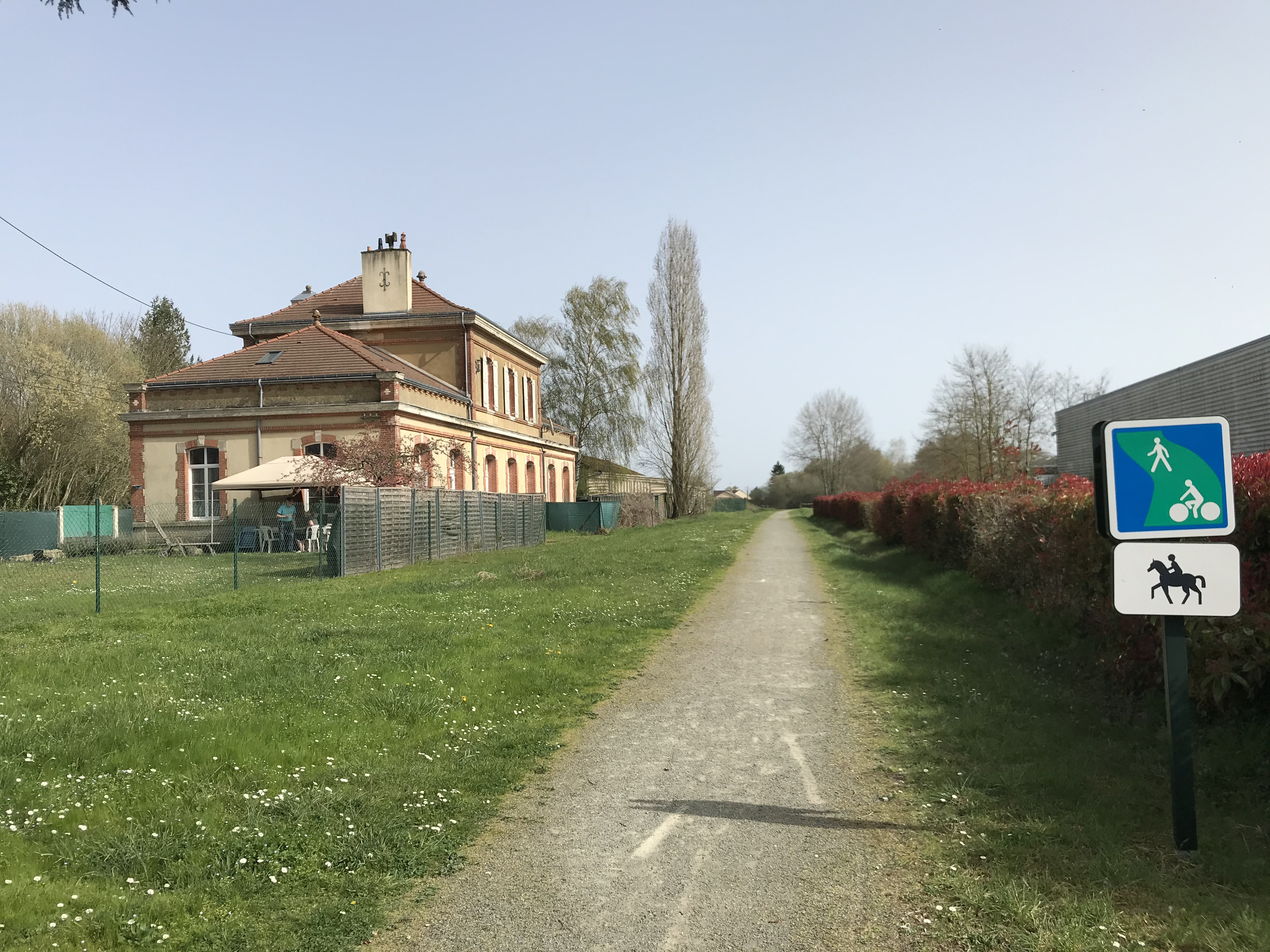
铁路线遗迹

### 公路
法国国道N12线从莫尔塔涅欧佩什市区以北3公里处经过，此外多条奥恩省省道在莫尔塔涅欧佩什境内交汇，诺曼底大区下属的城际客运提供巴士线路，可前往周边部分市镇。
2018年，61.4%的莫尔塔涅欧佩什家庭拥有至少一辆私人汽车。2019年，莫尔塔涅欧佩什境内共发生各类交通事故3起，造成1人遇难，2人受伤。

### 铁路
莫尔塔涅欧佩什位于阿朗松－于讷河畔孔代铁路、莫尔塔涅欧佩什－莱格勒铁路、莫尔塔涅欧佩什－圣戈比尔日铁路和马梅尔－莫尔塔涅欧佩什铁路四条铁路的交汇处，这四条铁路均已废弃，其中部分路段被开辟为步行绿道。
距离莫尔塔涅欧佩什最近的运营中的铁路客运车站为30公里外的莱格勒站，该站位于莱格勒市区，停靠往返于巴黎和格朗维尔一线的区域列车。

### 航空
距离莫尔塔涅欧佩什最近的民用航空站为巴黎-奥利机场，距离莫尔塔涅欧佩什市中心的公路里程约156公里。

### 城市公共交通
截至2021年11月，莫尔塔涅欧佩什暂无城市公共交通系统。

## 政治

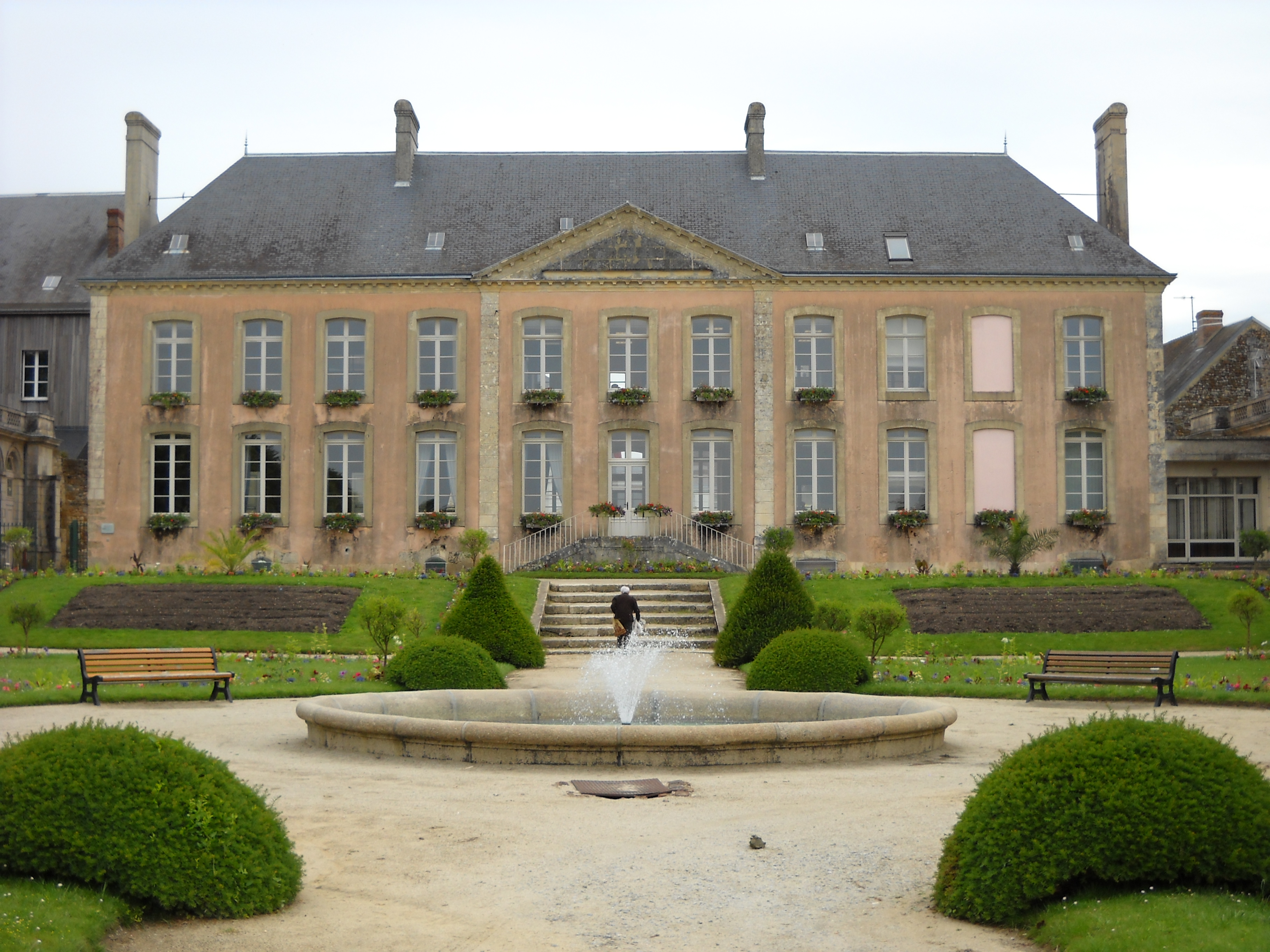
莫尔塔涅欧佩什市政厅

莫尔塔涅欧佩什的现任市长为维吉妮·瓦尔蒂埃女士（Virginie Valtier），她是一名右翼无党派人士，在2020年的市政选举中获得了100%的支持率（无其他候选人）。
在2017年的法国总统大选中，法国第25任总统埃马纽埃尔·马克龙在莫尔塔涅欧佩什获得了68.82%的支持率。
| 莫尔塔涅欧佩什历届市长 |                                       |                                  |
| 任期                   | 市长                                  | 党派                             |
| 1944年－1971年         | Alcide Dodier 阿尔西德·多迪埃         | 無黨籍                           |
| 1971年－1989年         | Robert Tanné 罗贝尔·塔内              | 無黨籍                           |
| 1989年－2014年         | Jean-Claude Lenoir 让-克洛德·勒努瓦尔 | UDF法国民主联盟 →UMP人民运动联盟 |
| 2014年－2020年         | Jacki Desouche 雅基·德苏什            | DVD右翼无党派人士                |
| 2020年－               | Virginie Valtier 维吉妮·瓦尔蒂埃      | DVD右翼无党派人士                |

## 人口
2018年，莫尔塔涅欧佩什市镇人口数量为3,801，在法国排名第2,908位。其中男性1,743人，女性2,058人，75岁及以上人口占14.7%，外籍人口数量为1,030人，人口密度为442人/平方公里，当地居民被称为（男性）或（女性）。2019年，莫尔塔涅欧佩什境内出生18人，死亡人口91人。
| 年份   | 1946  | 1954  | 1962  | 1968  | 1975  | 1982  | 1990  | 1999  | 2006  | 2007  | 2012  | 2017  | 2018  |
| ------ | ----- | ----- | ----- | ----- | ----- | ----- | ----- | ----- | ----- | ----- | ----- | ----- | ----- |
| 人口數 | 3,802 | 3,749 | 3,909 | 4,322 | 4,877 | 4,851 | 4,584 | 4,513 | 4,210 | 4,156 | 4,059 | 3,818 | 3,801 |

## 经济
莫尔塔涅欧佩什是一个区域性的中心城市。截止2021年11月，当地共有各类用人单位（包含自雇）605家，平均历史为19年，其中98.9%为中小型企业（PME）。（农具销售）、（汽车销售）及（预制板）是当地2020年营业额最高的三个企业，分别为16,693,693欧元、3,021,469欧元和2,803,768欧元。

## 财政收入
2019年，莫尔塔涅欧佩什的财政收入总额为3,617,680欧元，财政支出总额为3,172,340欧元，当年的债务总额为1,782,650欧元。2021年，莫尔塔涅欧佩什共获得1,377,466欧元的国家财政补助，比上一年增加了1.77%。
2019年，莫尔塔涅欧佩什的人均月收入总额为1,909欧元，其中高级职员为3,581欧元，低于法国平均水平（4,230欧元）；中级职员为2,335欧元，低于法国平均水平（2,411欧元）；普通职员为1,603欧元，亦低于法国平均水平（1,740欧元）。
2018年，莫尔塔涅欧佩什境内的青壮年（15至64岁）失业率为19.3%，当地45.2%的家庭拥有纳税资格，平均纳税2,334欧元，低于法国平均水平（3,888欧元）。

## 社会事务

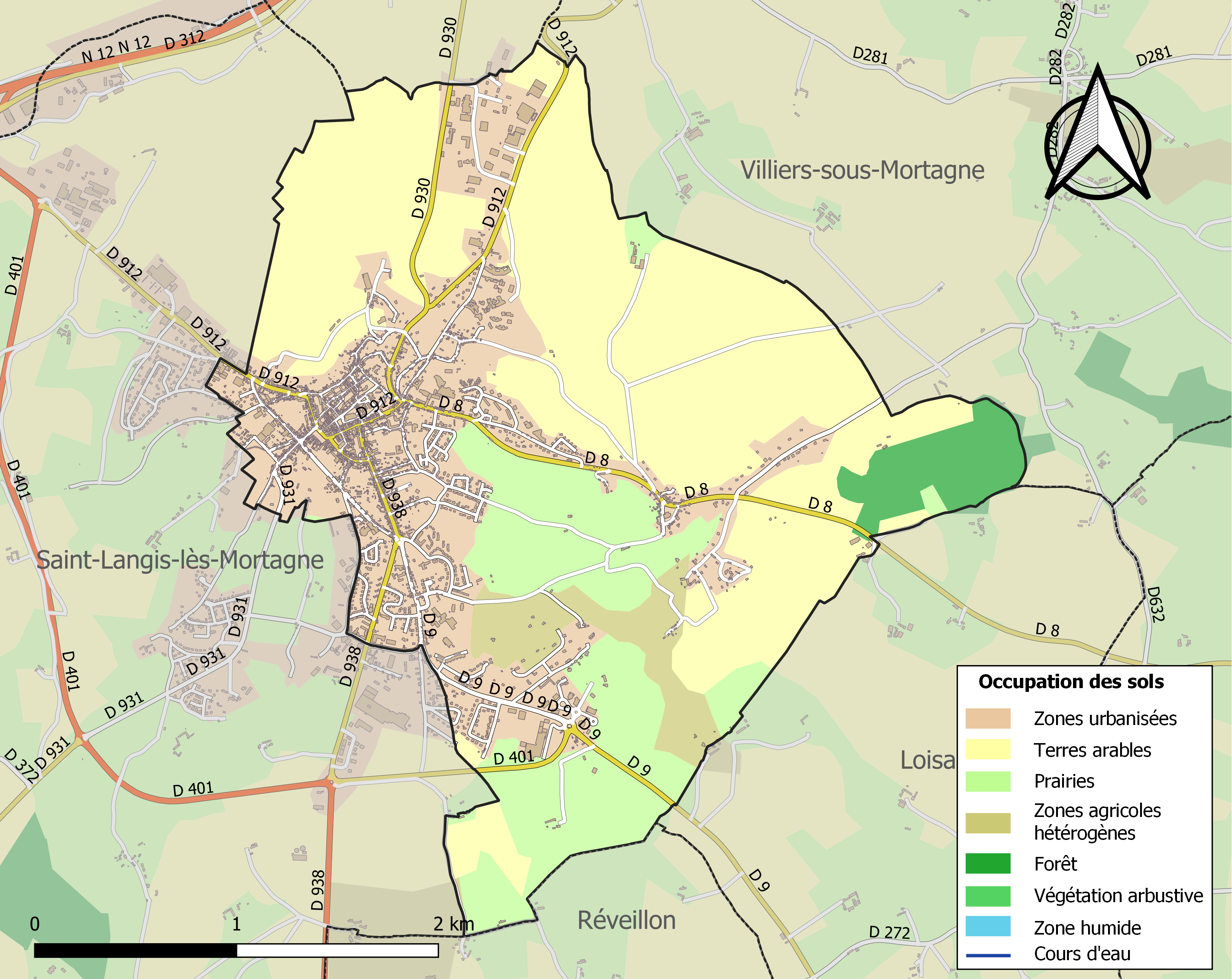
莫尔塔涅欧佩什土地利用情况地图

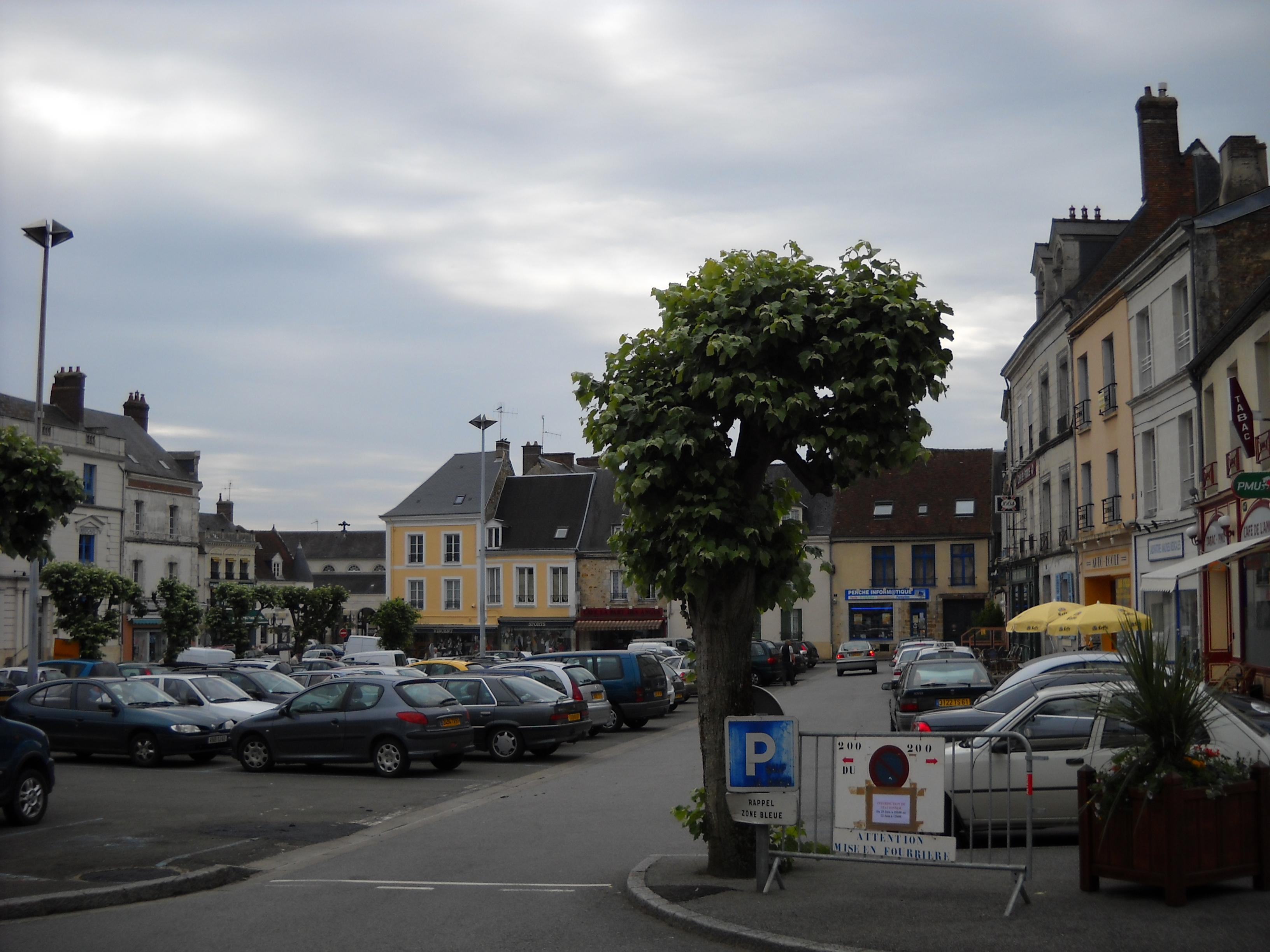
市中心的共和国广场

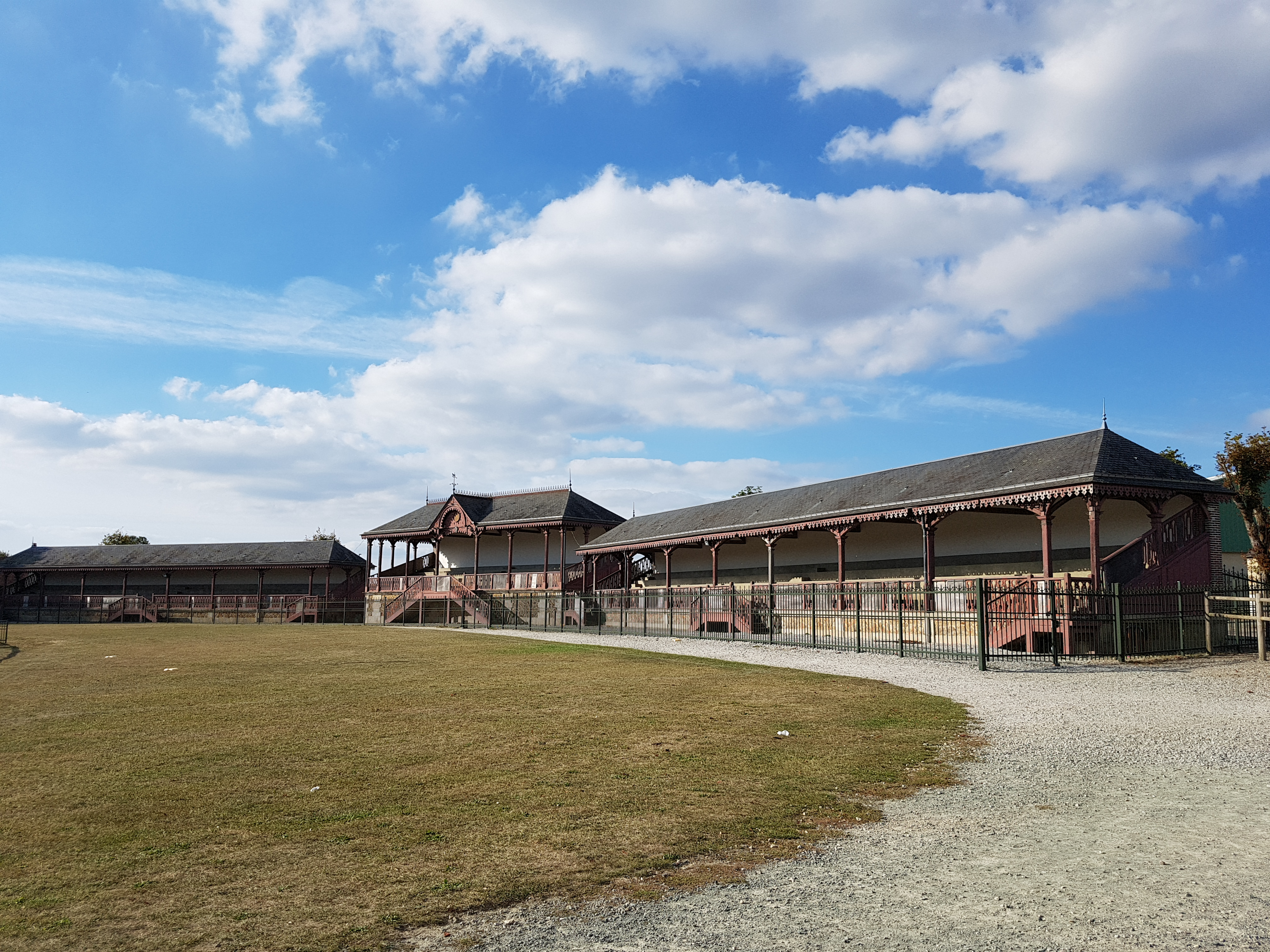
莫尔塔涅欧佩什跑马场

### 教育
莫尔塔涅欧佩什属于诺曼底学区。截止2020年1月1日，莫尔塔涅欧佩什境内共有2所幼儿园、2所小学、2所初级中学、2所普通高中和2所农业高中。2018至2019学年度，莫尔塔涅欧佩什境内共有在校中等教育阶段学生1,585名。

### 医疗
截止2020年1月1日，莫尔塔涅欧佩什境内共有全科医生9名、保健师9名、牙医2名和护士8名。境内共有药房2家、养老院2家、残疾人帮扶中心6家。
莫尔塔涅欧佩什中心医院（Centre Hospitalier de Mortagne-au-Perche）是法国的一个区域性医疗机构，其主病区“洛林的玛格丽特医院”（Hôpital de Marguerite de Lorraine）位于莫尔塔涅欧佩什市区，设有床位98个，是当地规模最大的公立综合性医院。

### 住房
2018年，莫尔塔涅欧佩什境内共有各类住房2,272套，其中66.1%为独立式居民区，33.7%为集中式居民区。常住房屋占莫尔塔涅欧佩什市镇范围内居民建筑总量的78.4%。
在住房保障政策方面，2020年，莫尔塔涅欧佩什境内共有603户家庭获得了住房经济补助，受益人数占总人口数量的15.9%，其中592份为房租补助。

### 商业
2019年，莫尔塔涅欧佩什境内共有各类实体商铺137家，其中餐厅12家、大型超市5家、杂货店3家、面包房6家、肉铺7家、书店3家、装饰品店2家、银行门店8家、美容美发店6家、汽车维修店6家。市区南部建有开放式商业街区，建有Intermarché大型超市；市中心则有一家Coccinelle便民商店。

### 体育
2020年，莫尔塔涅欧佩什境内共有1家游泳池、3间体育馆、1座综合体育场、3处网球场和1处足球或橄榄球场。
截至2021年11月，莫尔塔涅体育联盟（U.S. Mortagne）是当地唯一的足球队，2021至2022赛季参加诺曼底大区足球联赛。
莫尔塔涅欧佩什跑马场位于市区西部，该跑马场由拿破仑三世于1862年主持修建，是当地规模最大的体育设施，自1997年起被列入法国国家文物保护单位。

### 环境
莫尔塔涅欧佩什的环境事务由其所属的公共社区负责。2019年，莫尔塔涅欧佩什境内暂无污染企业。

### 治安
2019年，莫尔塔涅欧佩什市镇范围内有1处宪兵队。
2020年，莫尔塔涅欧佩什宪兵总队辖区内共109个市镇累计发生各类案件2,498起，其中盗窃类案件1,227起，经济类案件369起，毒品交易类案件68起。

## 文化
2020年，莫尔塔涅欧佩什境内共有1家电影院和1家博物馆。莫尔塔涅欧佩什市政府提供多媒体中心，向公众全年开放。

### 建筑
莫尔塔涅欧佩什境内有多处法国国家文物保护单位，其中莫尔塔涅欧佩什圣母教堂、圣日耳曼德卢瓦塞教堂等为当地的代表性建筑物。

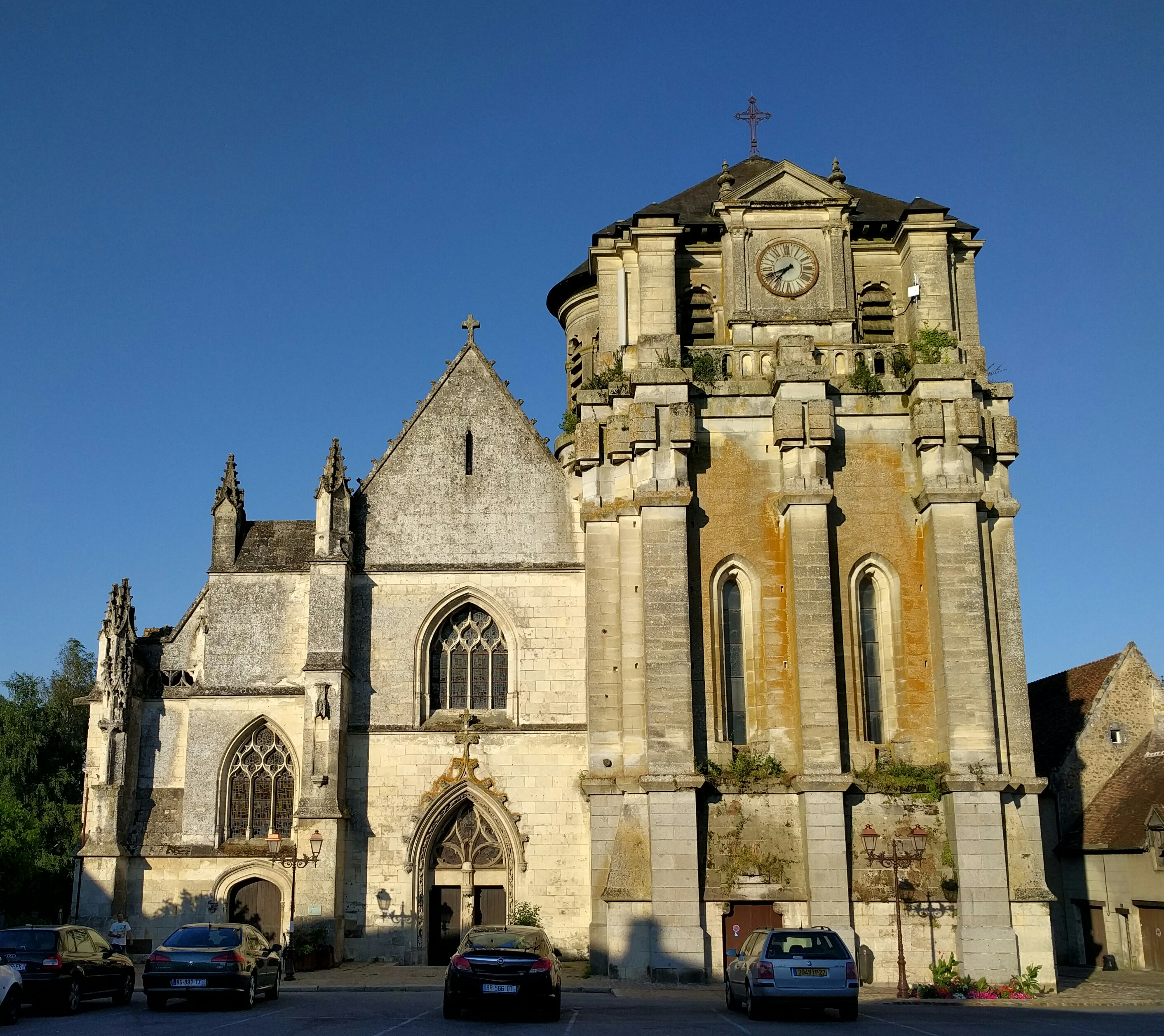
圣母教堂（法语：Église Notre-Dame de Mortagne-au-Perche）
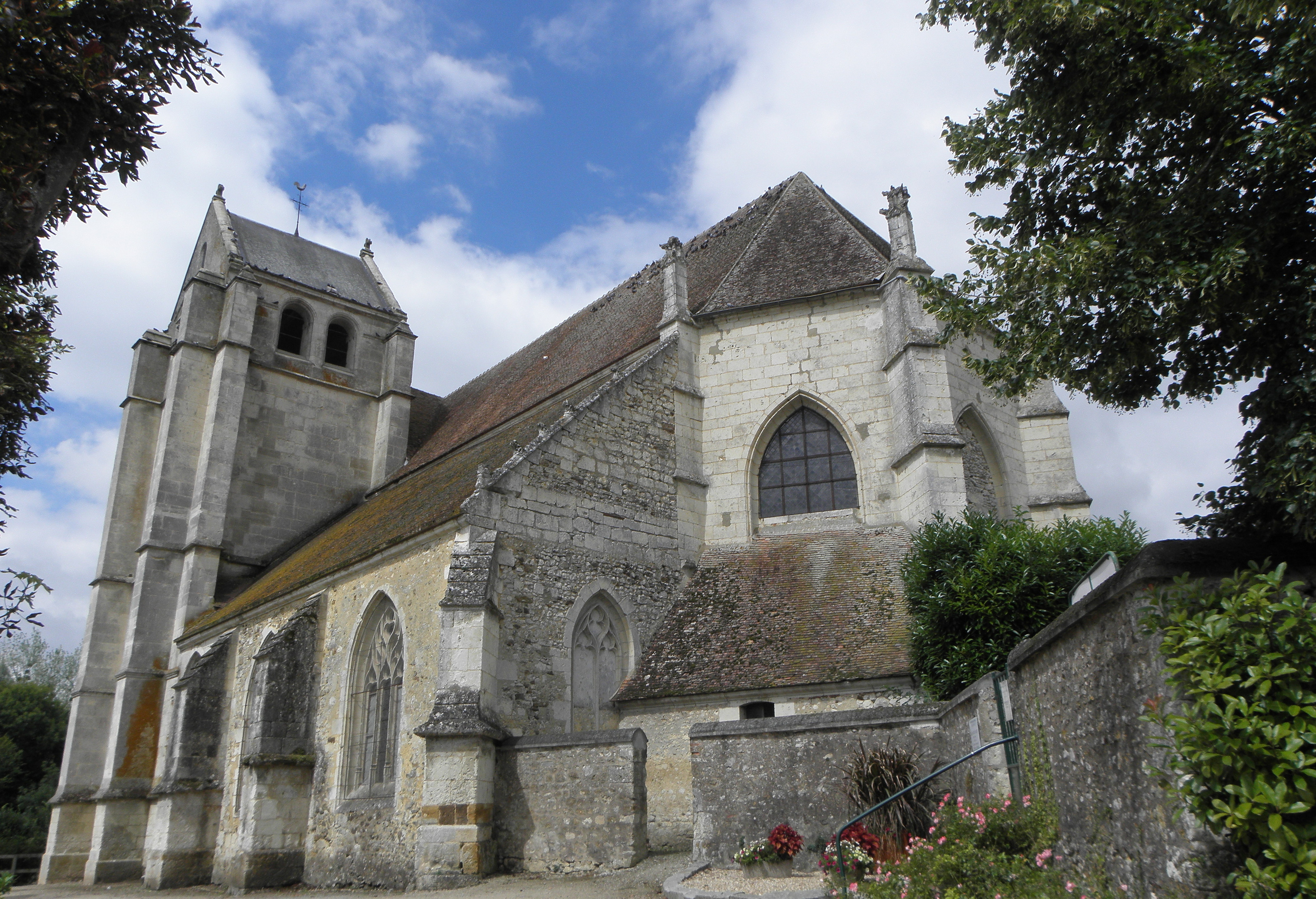
圣日耳曼德卢瓦塞教堂（法语：Église Saint-Germain de Loisé）
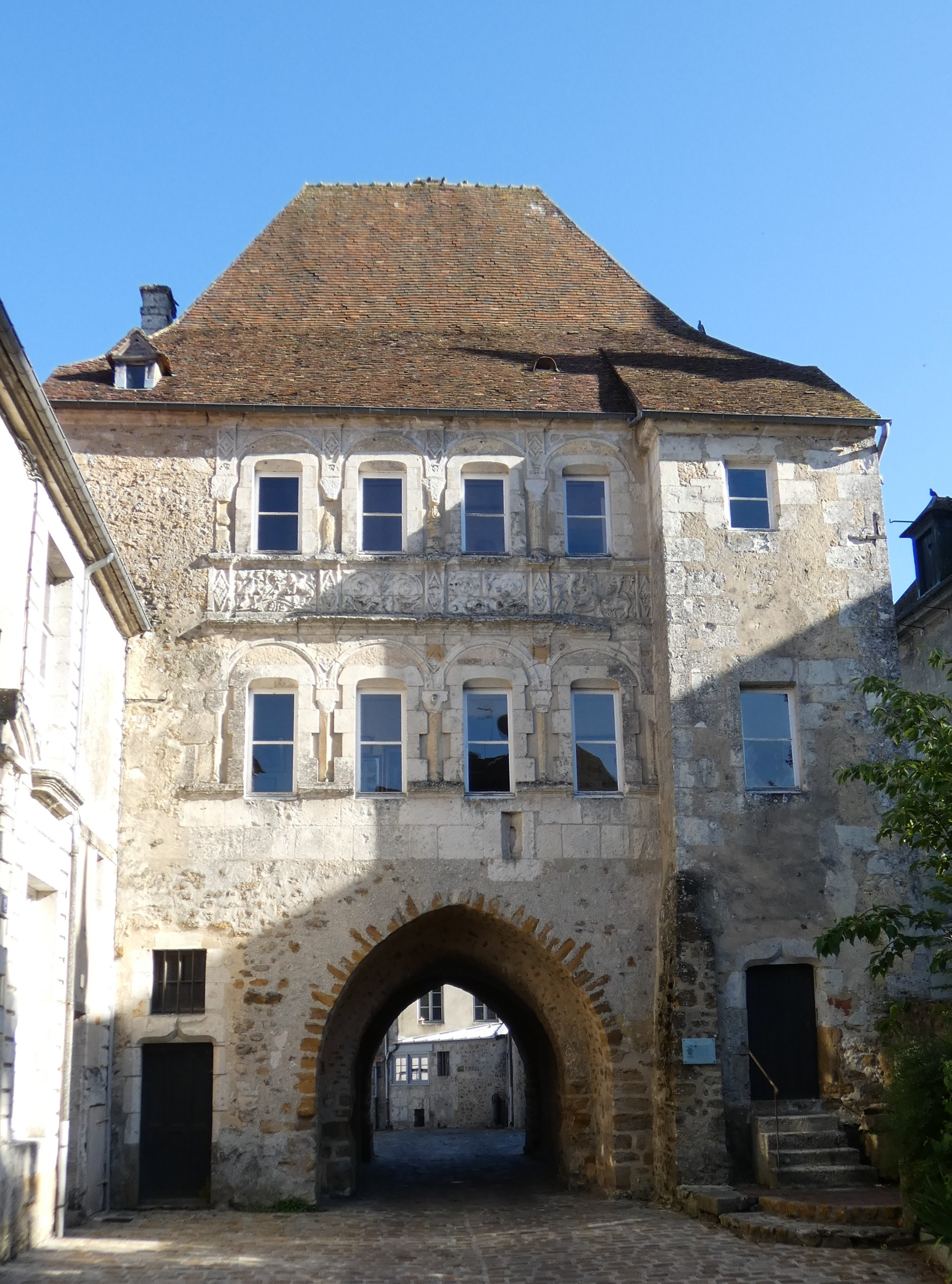
圣但尼城门
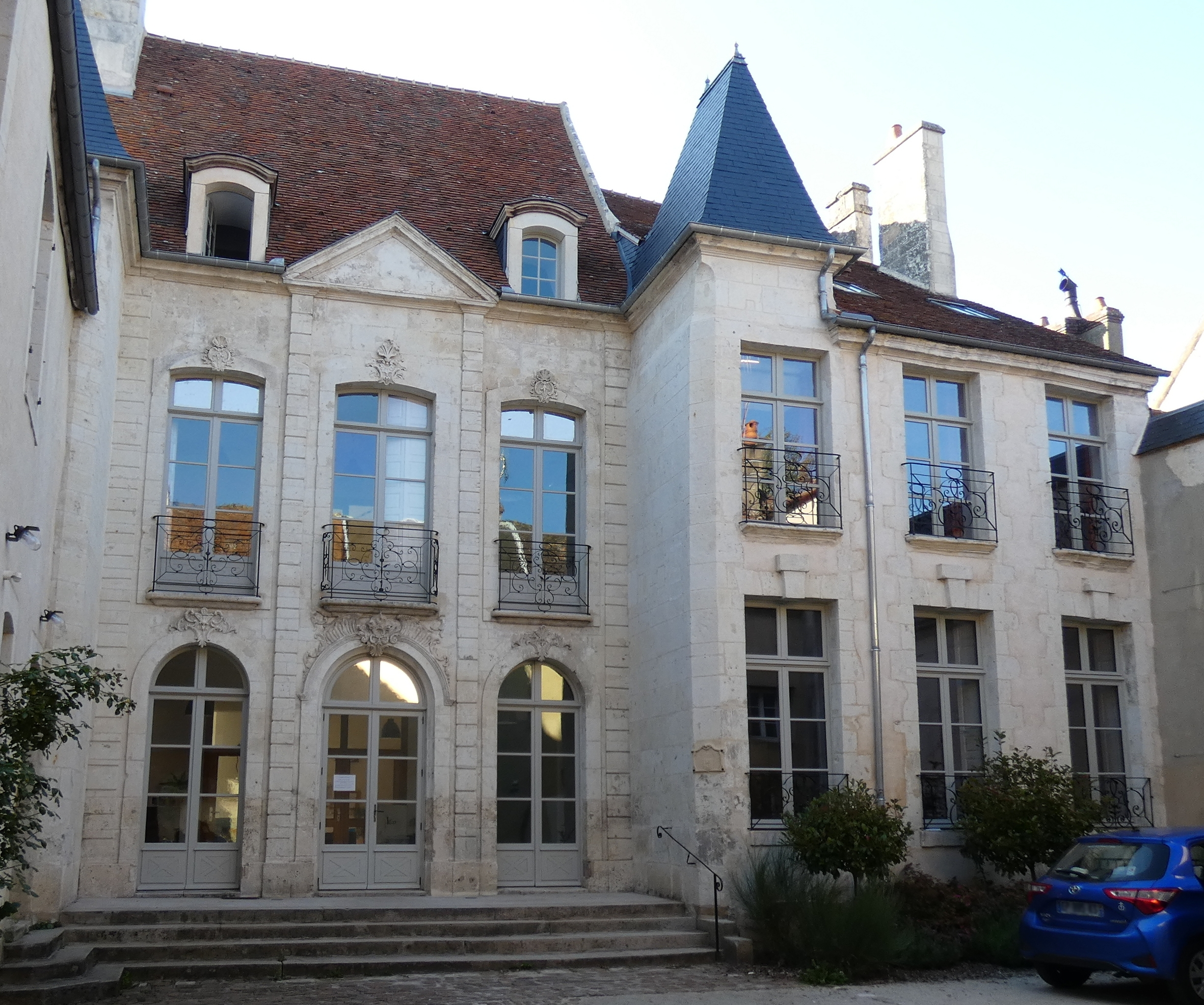
丰特奈宫
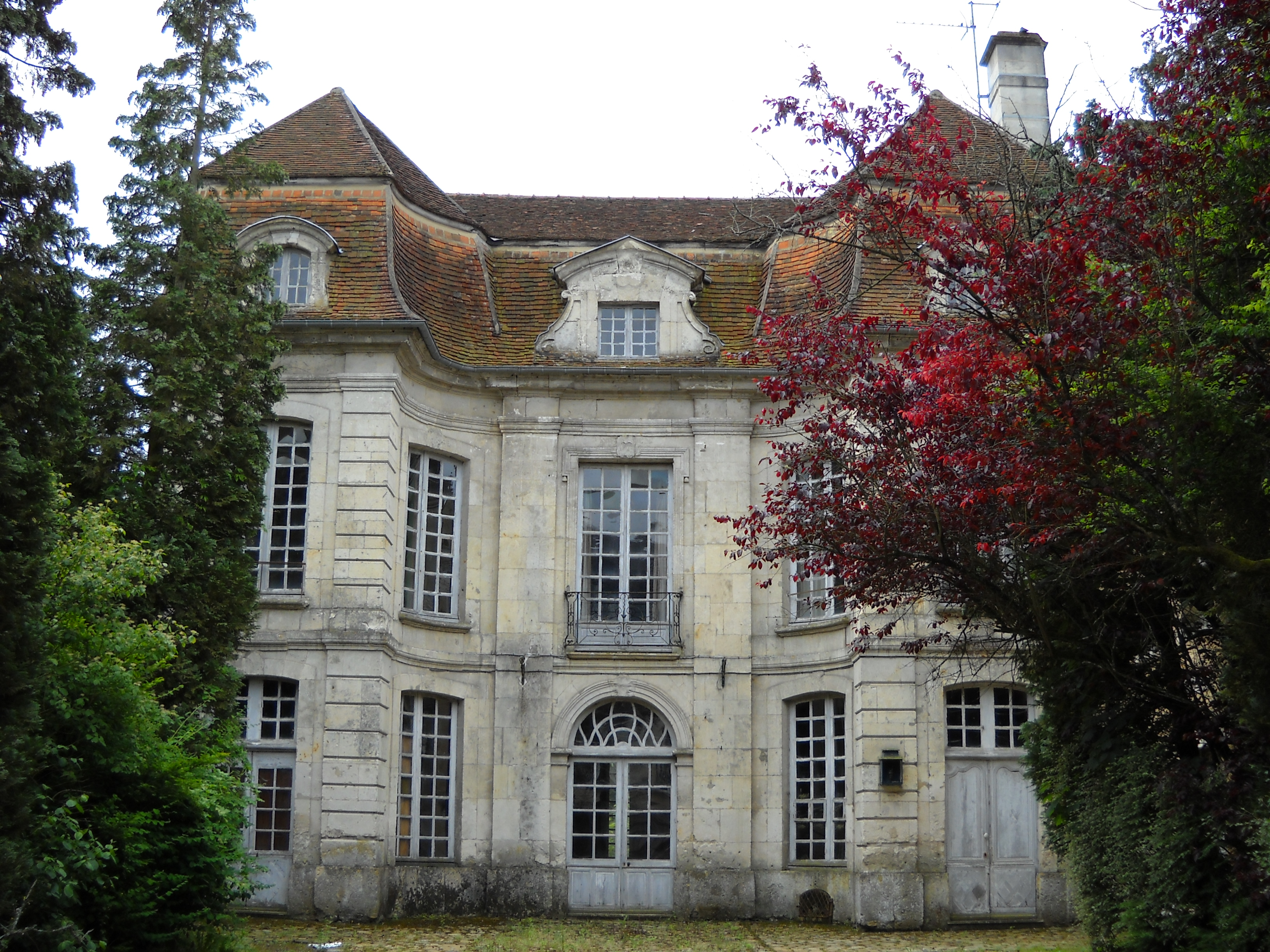
富罗·迪泰尔特宫
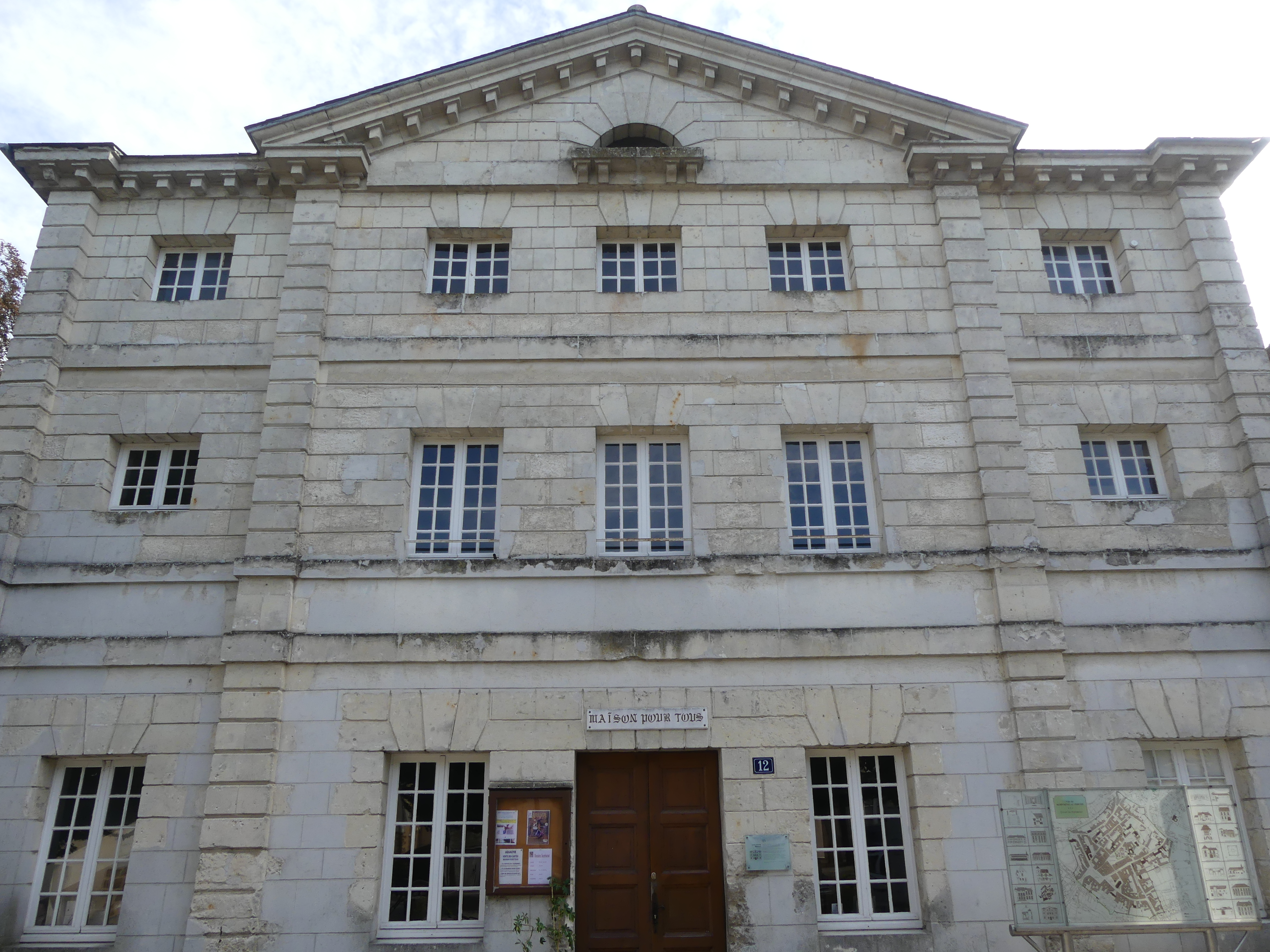
旧监狱
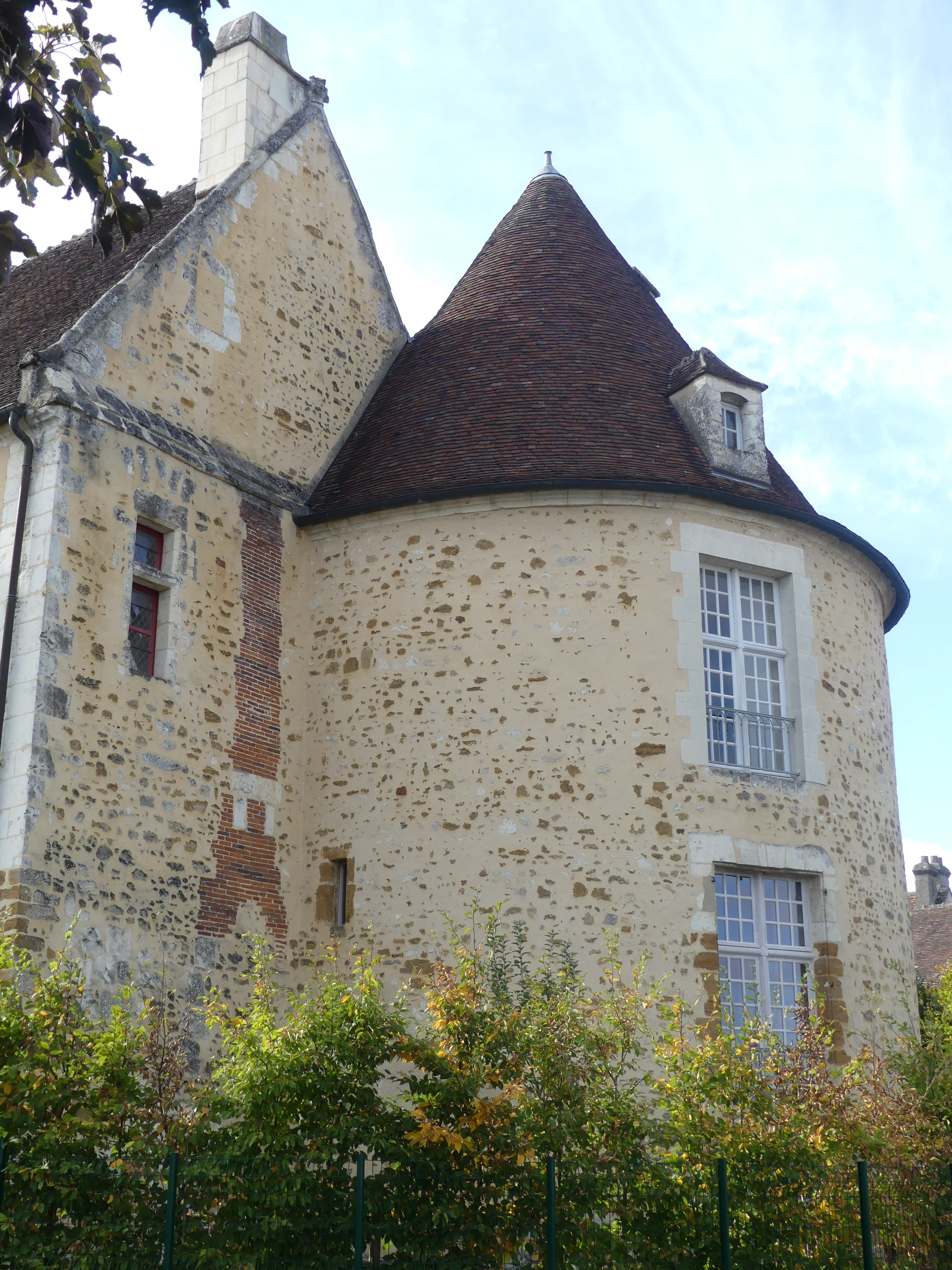
万圣都铎塔

### 旅游

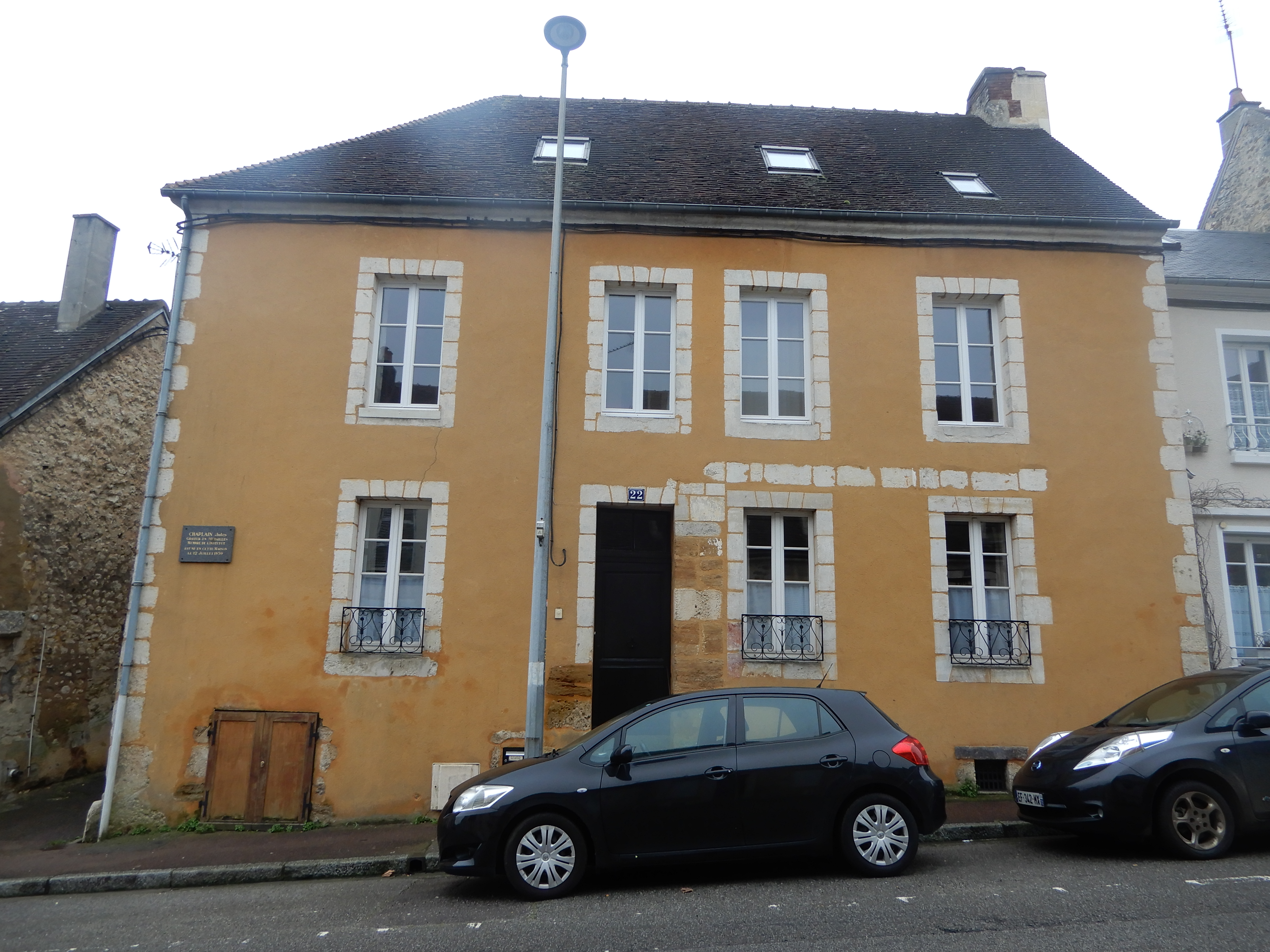
朱尔·沙普兰旧居

莫尔塔涅欧佩什的旅游事务由其所属的公共社区负责。2021年，莫尔塔涅欧佩什境内共有2家酒店共计30间房间。

### 媒体
法国主要的媒体均可在莫尔塔涅欧佩什接收，法国电视三台下属的诺曼底大区频道在部分时段播出莫尔塔涅欧佩什所属区域的地方新闻。《佩尔什周刊》是当地主要的地方性媒体，总部位于莫尔塔涅欧佩什市区。

## 相关人物
法国雕塑家朱尔·沙普兰出生于莫尔塔涅欧佩什。

## 友好城市
截至2021年11月，莫尔塔涅欧佩什共与三座城市互为友好城市关系：
- 德国 维特马尔申
- 加拿大 Boucherville
- 莫普提